# Burgpreppacher Sandstein

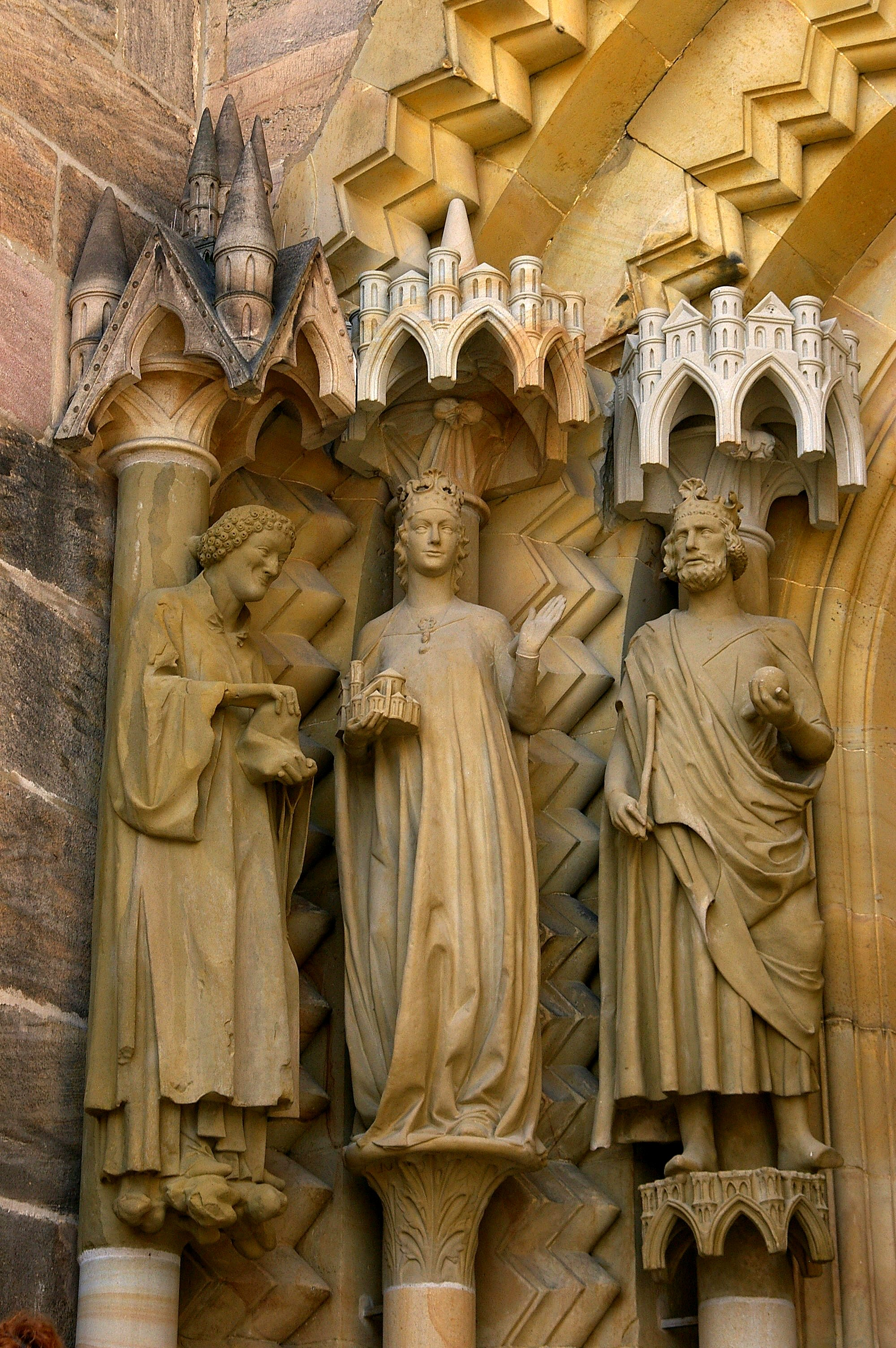
Adamspforte am Bamberger Dom

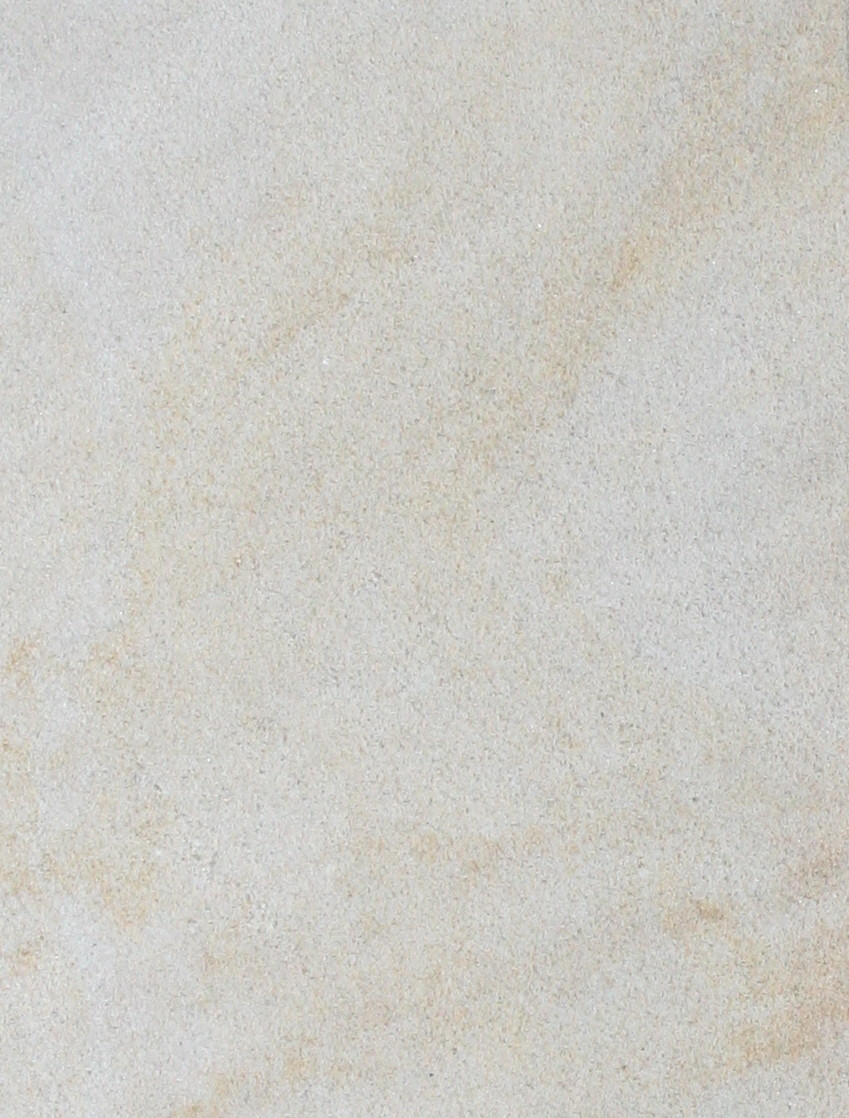
Muster: Burgpreppacher Sandstein, ca. 13 × 9 cm

Burgpreppacher Sandstein ist ein Quarzsandstein, der zur Zeit des Oberen Keuper (Rhät) entstand. Das Gesteinsvorkommen liegt in Bayern (Unterfranken) in den Haßbergen (Naturpark Haßberge) bei Burgpreppach etwa 16 Kilometer nordöstlich von Haßfurt. Dieser Naturstein entstand in der Trias.

## Gesteinsbeschreibung
Die abbaubare Bankhöhe in Burgpreppach reicht von 1 bis 3 Meter. Die Farbe reicht von hellgrau bis leicht braun. Seine Färbung resultiert aus Limonit, einer komplexen Eisenverbindung. Es handelt sich um einen feinkörnigen, feinporigen Sandstein, der durch seine kieselige Bindung weitestgehend verwitterungsresistent ist. Er besteht zu 93 Prozent aus Quarz und Bruchstücken, sein Anteil am Alkalifeldspat liegt bei 1 Prozent und die Nebengemenganteile betragen 2 Prozent aus  Muskovit, Rutil, Turmalin, opakes Eisenerz und Limonit. Durch Verwitterung kann es zu oberflächlichem Absanden kommen.

## Verwendung und Bauwerke
Dieser Sandstein eignet sich für Massivbauten, Mauerwerke, Treppenstufen und Bodenbeläge, Wandplatten und Fassadenplatten.
Verbaut wurde Burgpreppacher Sandstein in Bayreuth an zahlreichen Bauwerken und am Schloss und Kirche in Erlangen, für die Residenz, Dom und für Brücken in Bamberg und ferner für das Gebäude der Viktoriaversicherung am Lenbachplatz München. Der Stein wurde des Weiteren am Reichstagsgebäude in Berlin und Hamburger Rathaus verbaut. Durch seine Feinkörnigkeit eignet er sich gut für Steinbildhauerarbeiten.

## Einzelnachweise

Kunsthistorische Verwendung von Burgpreppacher Sandstein
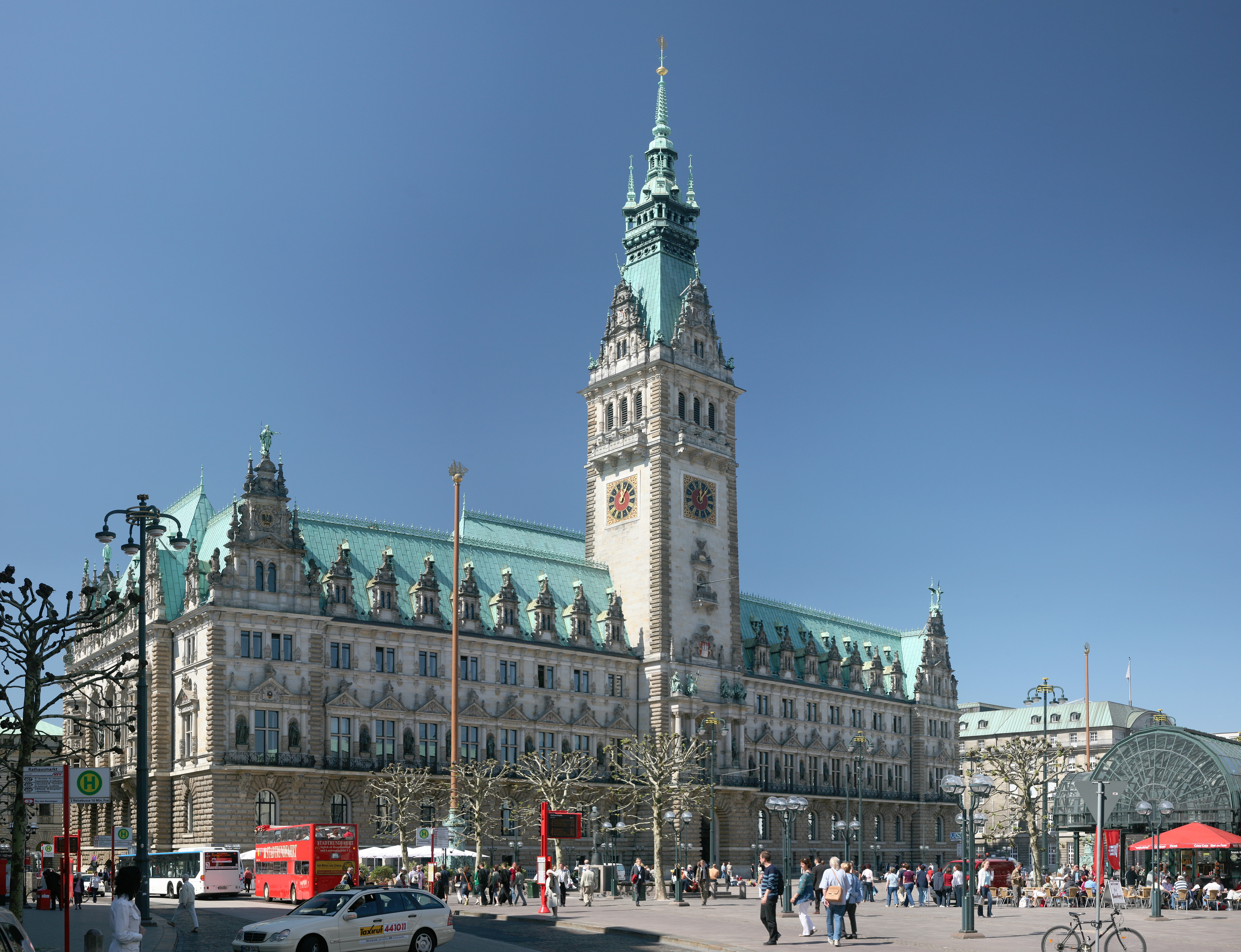
Hamburger Rathaus
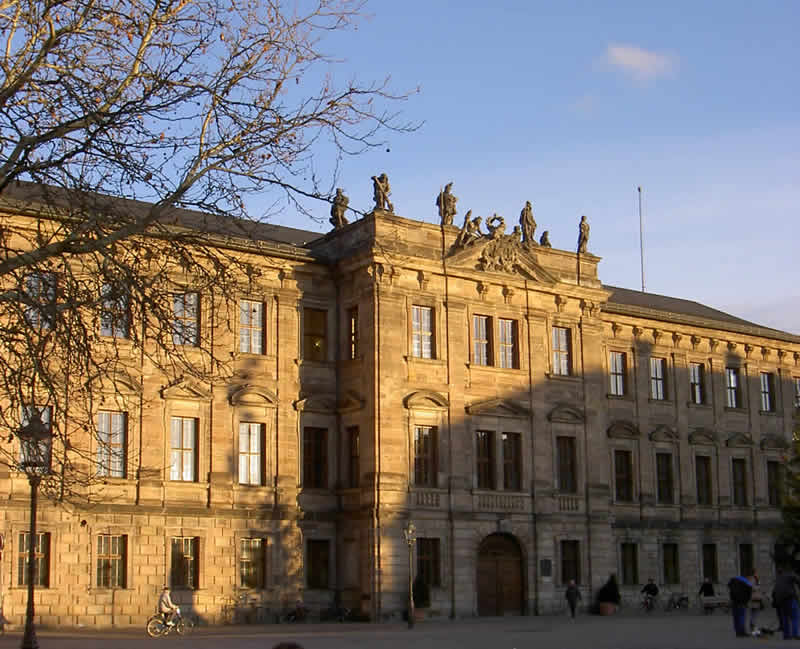
Schloss Erlangen, heute Friedrich-Alexander-Universität
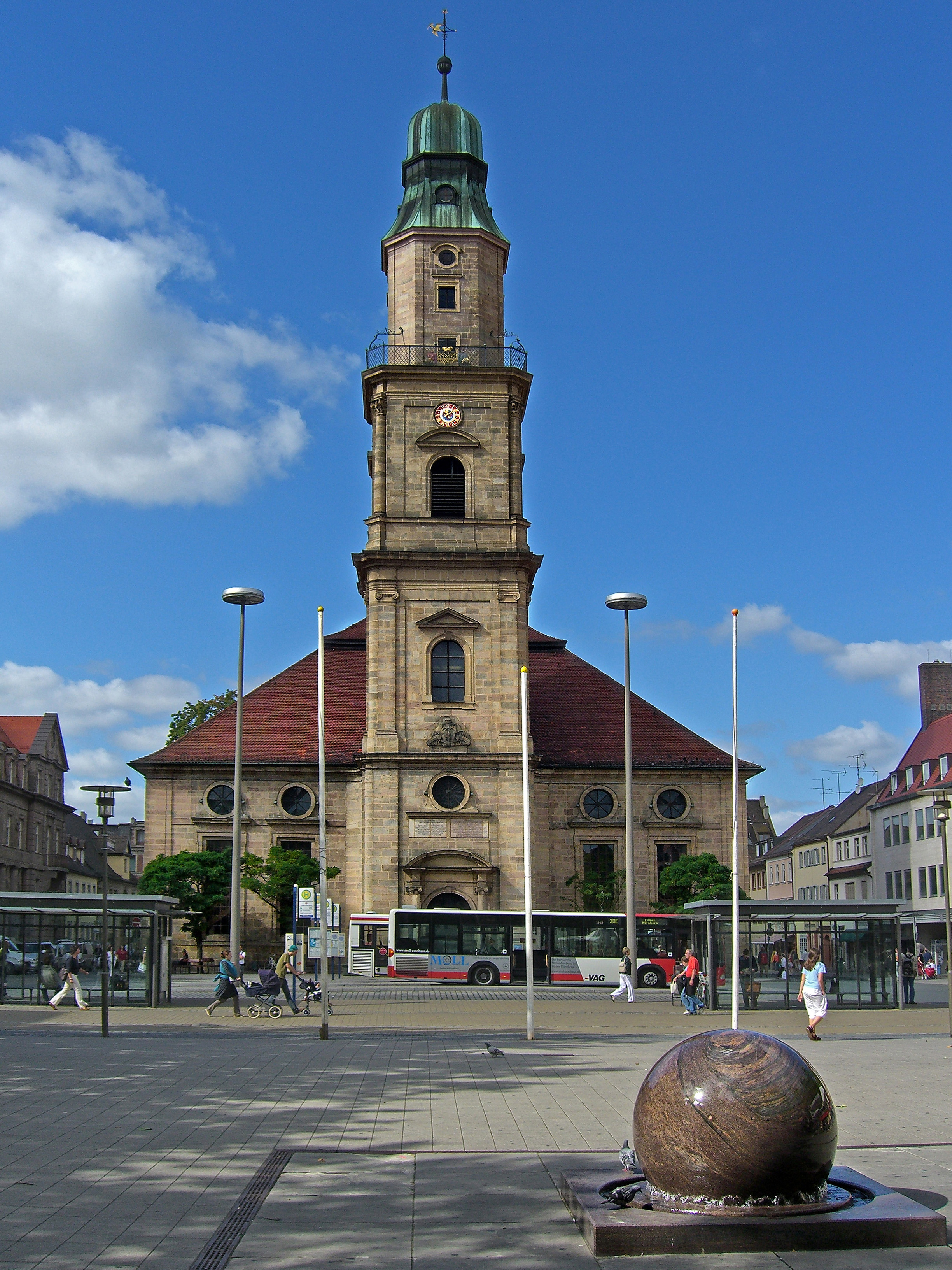
Hugenottenkirche in Erlangen
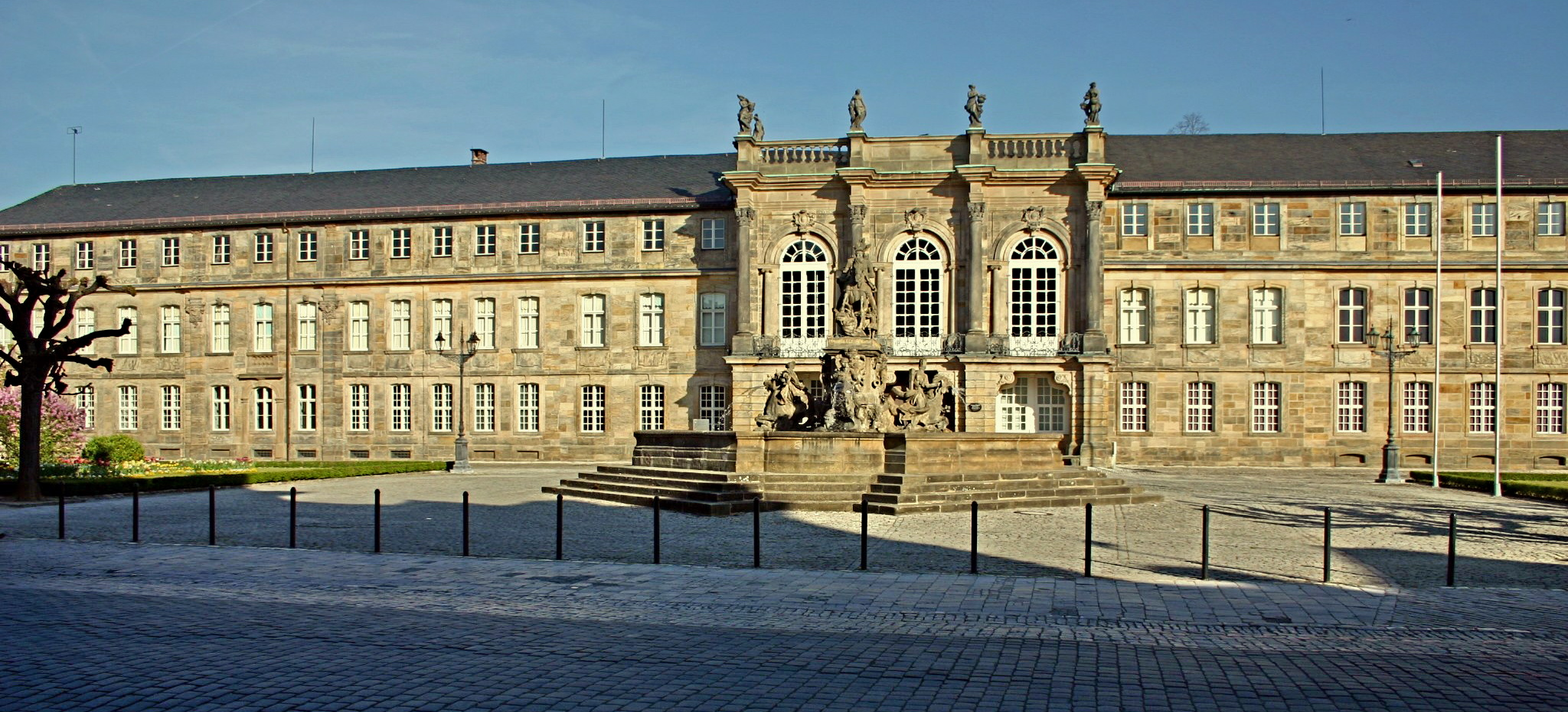
Neues Schloss Bayreuth